# Contração do bloco d

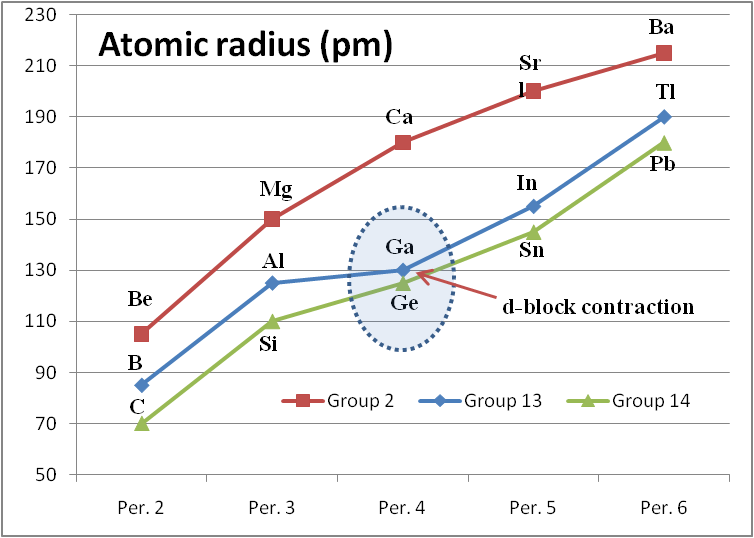
Raio atômico dos elementos dos grupos 2, 13 e 14, demonstrando a "contração do bloco d", especialmente para Ga e Ge.

A contração do bloco d é um termo usado em química para descrever o efeito dos orbitais d completos no 4º período da tabela. Os elementos em questão são Ga, Ge, As, Se e Br. Suas configurações eletrônicas incluem os orbitais d (d10) completamente preenchidos. A contração do bloco d é melhor ilustrada pela comparação entre algumas propriedades dos elementos do grupo de 13 para realçar o efeito sobre o gálio.
| Elemento        | Configuração eletrônica. | Soma o 1º e 3º I. Ps kJ/mol | Config. eletrôn. M3+ | M3+ radius (pm) |
| --------------- | ------------------------ | --------------------------- | -------------------- | --------------- |
| Boro, B         | [Ele] 2s2 2p1            | 6887.4                      | [Ele]                |                 |
| De Alumínio, Al | [Ne] 3s2 3p1             | 5139                        | [Ne]                 | 53.5            |
| Gálio, Ga       | [Ar] 3d10 4s2 4p1        | 5521.1                      | [Ar] 3d10            | 62              |
| O Índio, Em     | [Kr] 4d10 52 5 p1        | 5083                        | [Kr] 4d10            | 80              |
| Tálio, Tl       | [Xe] 4f14 5d10 6s2 6p1   | 5438.4                      | [Xe] 4f14 5d10       | 88.5            |

O gálio pode ser observado como anômalo. O efeito mais óbvio é que a soma dos três primeiros potenciais de ionização de gálio é maior do que a do alumínio, enquanto que a tendência do grupo seria para ele fosse menor. A segunda tabela abaixo mostra a tendência a soma dos três primeiros potenciais de ionização dos elementos B, Al, Sc, Y, La. Sc, Y, La estão no  grupo 3 da tabela e tem três elétrons de valência acima de um gás nobre. Em contraste com o grupo 13, esta sequência mostra uma suave redução.
| Elemento     | Atomic elétron config. | Soma o 1º e 3º I. Ps kJ/mol | M3+ elétron config. | M3+ radius (pm) |
| ------------ | ---------------------- | --------------------------- | ------------------- | --------------- |
| Boro, B      | [Ele] 2s2 2p1          | 6887.4                      | [Ele]               |                 |
| Alumínio, Al | [Ne] 3s2 3p1           | 5139                        | [Ne]                | 53.5            |
| Escândio, Sc | [Ar] 3d1 4s2           | 4256.7                      | [Ra]                | 74.5            |
| Ítrio, Y     | [Kr] 4d1 52            | 3760                        | [Kr]                | 90              |
| Lantânio, La | [Xe] 5d1 6s2           | 3455.4                      | [Xe]                | 103.2           |

Outros efeitos da contração do bloco d são de que o íon Ga3+ é menor do que o esperado, sendo próximo ao tamanho do Al3+. Cuidados devem ser tomados na interpretação dos potenciais de ionização para o índio e tálio, outros efeitos (e.g. efeito do par inerte) tornam-se cada vez mais importante para os elementos mais pesados no grupo.
A causa da contração do bloco d é a fraca blindagem da carga nuclear pelos elétrons nos orbitais d. A camada de valência dos elétrons é mais fortemente atraída pelo núcleo, causando o aumento observado no potenciais de ionização. A contração do bloco d pode ser comparada com a contração dos lantanídeos, que é causada pela falta de blindagem da carga nuclear pelos elétrons que ocupam os orbitais f.